# Moralpsykologi

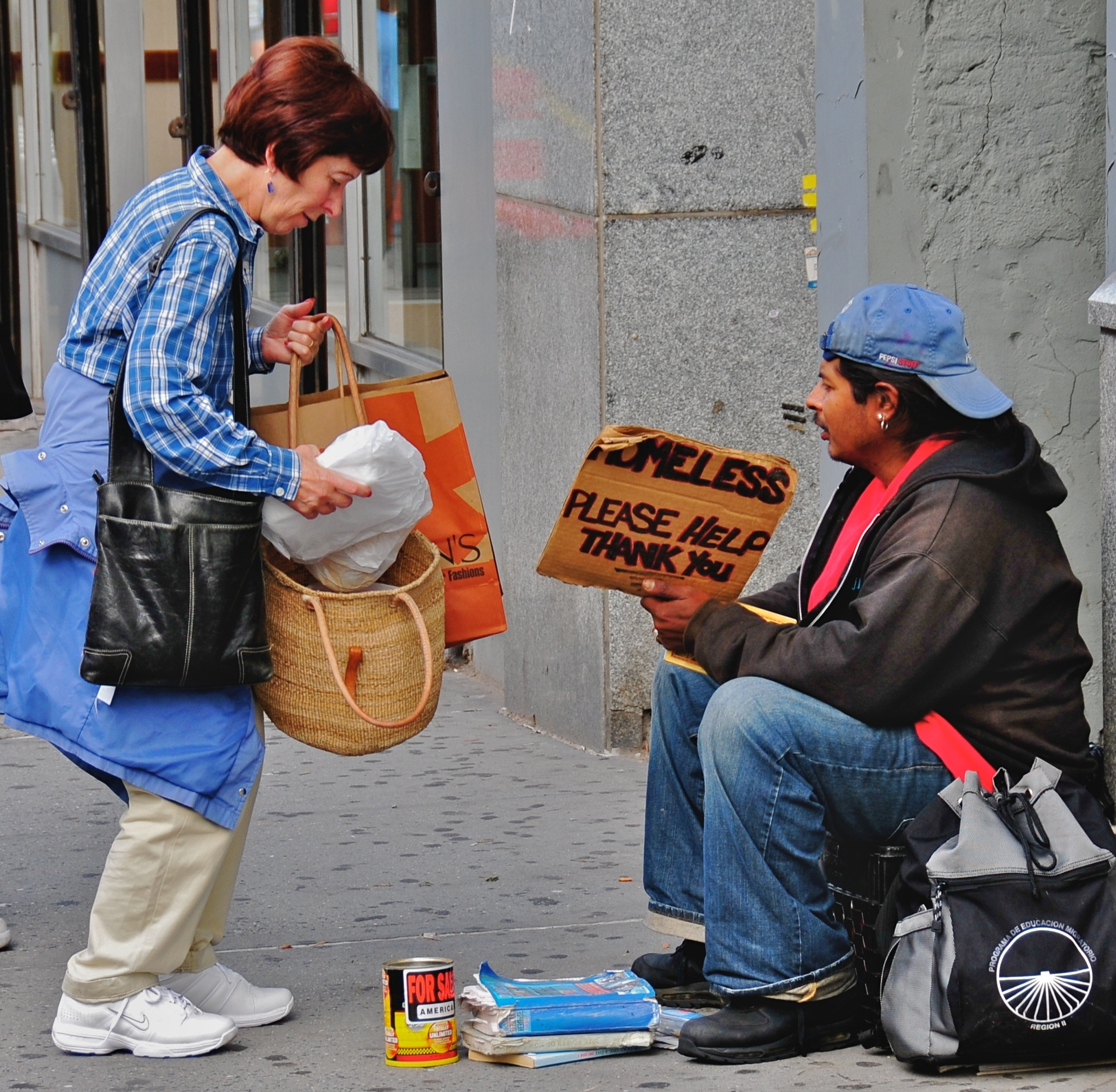
Kvinna som hjälper hemlös

Moralpsykologi undersöker människors beteende i moraliska sammanhang och ställer frågor om hur detta kan tänkas påverka etiken. Det är ett tvärvetenskapligt ämne som använder både empiriska verktyg och begreppsliga metoder från moralfilosofin.

## Moralfundamentsteorin
Psykologerna Jonathan Haidt, Jesse Graham och Craig Joseph har utvecklat moralfundamentsteorin. Den går ut på att olika uppsättningar ”moraliska fundament” leder människor till att nå olika ståndpunkter. Teorin har använts för att förklara människors ideologiska hemvist samt förekomst av brist på förståelse mellan politiska motståndare. Forskningen har visat att konservativa tillämpar en större palett av moraliska fundament än vad socialister och socialliberaler gör. Det innebär att konservativa förstår socialisters och socialliberalers moraliska fundament, medan socialister och socialliberaler kan vara helt oförstående inför hur konservativa resonerar. Socialister och socialliberaler kan därför uppfatta moraliskt baserade konservativa uttalanden eller beteenden som om de vore grundade i något annat – i bästa fall självintresse, i värsta fall ondska. Moralfundamentsteorin erbjuder en modell för att förstå uppkomsten av ideologisk polarisering och Haidt medverkar även verksam för att motverka sådan polarisering.